# Горски пиргавац
Горски пиргавац (лат. Pyrgus alveus) врста је лептира из породице скелара (лат. Hesperiidae).

## Опис врсте
Беле шаре задњег крила су неупаљиве и видљиве су беле длачице. Распон крила је обично 26 до 28 mm.

## Распрострањење и станиште
У односу на пиргавца јагодњака коме је најсличнији, овај лептир се чешће среће на већим висинама. Локалан је, његово распрострањење не захтева велика подручја. Бира нешто каменитије терене у односу на најближег сродника.

## Биљке хранитељке
Основне биљке хранитељке su: петопрсница (Potentilla spp.) и сунчаница (Helianthemum nummularium), а гусенице су налажене и на биљкама из родова Agrimonia, Polygala и Rubus.